# Neuf Mazurkas op. 25 de Scriabine
Les Neuf Mazurkas op. 25 forment un cycle de mazurkas pour piano d'Alexandre Scriabine composé de 1898 à 1899.